# Denver Sundowns FC
Der Denver Sundowns Football Club ist ein Fußballverein aus Manzini, Eswatini.

## Geschichte
Der Verein wurde 1985 unter dem Namen Denver Sundowns Football Club gegründet. Er stieg schnell in die Swazi Premier League auf und gewann 1989 und 1990 seine einzigen Meistertitel. 1988, 1991 und 1992 siegte er im Swazi Cup. Es sollten für lange Zeit die letzten Erfolge des Vereines sein. Erst 2000 (Charity Cup) und 2006 (Trade Fair Cup) konnten wieder kleinere Erfolge im Verein gefeiert werden. Man konnte sich auch mehrmals für die afrikanischen Wettbewerbe qualifizieren und dort zweimal die zweite Spielrunde erreichen. 2005 wurde der Verein in Manzini Sundowns FC umbenannt. 2020 wurde der ursprüngliche Name reaktiviert.

## Erfolge
- Swazi Cup: 1989, 1991, 1992

## Stadion
Der Verein trägt seine Heimspiele im Mavuso Sports Centre aus.

## Statistik in den CAF-Wettbewerben
| Wettbewerb                    | Runde         | Gegner                | Hinspiel | Rückspiel           |  |
| ----------------------------- | ------------- | --------------------- | -------- | ------------------- |  |
|                               |               |                       |          |                     |  |
| CAF Champions Cup 1990        | Qualifikation | Arsenal FC Maseru     | 0:1 (A)  | 0:3 (H)             |  |
| CAF Champions Cup 1991        | Qualifikation | Gaborone United FC    | 0:1 (H)  | 1:0 (A) / 4:2 i. E. |  |
|                               | 1. Runde      | Sunrise Flacq United  | 0:6 (A)  | 2:1 (H)             |  |
| African Cup Winners’ Cup 1992 | Qualifikation | Clube de Gaza Xai-Xai | 5:3 (H)  | 1:1 (A)             |  |
|                               | 1. Runde      | Kabwe Warriors        | 1:3 (H)  | 1:3 (A)             |  |
| African Cup Winners’ Cup 1993 | 1. Runde      | Jomo Cosmos           | 0:1 (A)  | 0:6 (H)             |  |